# Melvin Hunt
Melvin Hunt, né le 15 décembre 1969, à Tallulah, en Louisiane, est un entraîneur américain de basket-ball.

## Biographie
Il est recruté comme entraîneur adjoint en 2018 par les Hawks d'Atlanta pour renforcer la défense de l'équipe. Son contrat s'arrête en 2021 et n'est pas renouvelé.